# Landtagswahl in Liechtenstein 1989
- VU: 13
- FBP: 12

Die Landtagswahl in Liechtenstein 1989 fand am 5. März 1989 statt und war eine vorgezogene Neuwahl der Legislative des Fürstentums Liechtenstein. Hierbei wurden alle 25 Abgeordneten des Landtags des Fürstentums Liechtenstein in den beiden Wahlkreisen Ober- und Unterland vom Landesvolk gewählt.
Das Besondere an dieser Wahl war, dass es das erste Mal war, dass der liechtensteinische Landtag aus 25 Abgeordneten bestand. Erst im Jahr 1988 war die Anzahl von 15 auf 25 erhöht worden. Dabei blieb aber das Verhältnis der Abgeordneten beider Wahlkreise unberührt. Statt neun Abgeordnete kamen nun fünfzehn aus dem Oberland; das Unterland schickte zehn ins Parlament.

## Ausgangslage
Bei der Landtagswahl im Februar 1986 erreichte die Fortschrittliche Bürgerpartei in Liechtenstein 42,75 %, die Vaterländische Union 50,19 % und die Freie Liste 7,06 % der abgegebenen Stimmen. Der Wahl vorausgegangen war die sogenannte «Staatsgerichtshofaffäre». Die FBP forderte eine Parlamentarische Untersuchungskommission rund um die merkwürdigen Vorgänge um das Kunsthaus, die bereits fünf Jahre zurücklagen. Die VU als Mehrheitspartei stimmte diesem Anliegen nicht zu, woraufhin die Abgeordneten der FBP den Landtagssaal verließen und die Legislative handlungsunfähig machte. Mit der Vollmacht des Erbprinzen Hans-Adam löste Regierungschef Hans Brunhart den Landtag auf. Es gab Neuwahlen.

## Wahlergebnis
Von 13'307 Wahlberechtigten nahmen 12'094 Personen an der Wahl teil (90,9 %). Von diesen waren 11'957 Stimmen gültig. Die Stimmen und Mandate verteilten sich in den beiden Wahlkreisen – Oberland und Unterland – wie folgt:
| Partei                              | Stimmen  | Stimmen   | Stimmen   | Stimmen       | Sitze    | Sitze     | Sitze     |
| ----------------------------------- | -------- | --------- | --------- | ------------- | -------- | --------- | --------- |
| Partei                              | Oberland | Unterland | insgesamt | Stimmenanteil | Oberland | Unterland | insgesamt |
| Fortschrittliche Bürgerpartei (FBP) | 48'439   | 18'943    | 67'382    | 42,13 %       | 7        | 5         | 12        |
| Vaterländische Union (VU)           | 58'286   | 17'131    | 75'417    | 47,15 %       | 8        | 5         | 13        |
| Freie Liste (FL)                    | 9'860    | 2'230     | 12'090    | 7,56 %        | 0        | 0         | 0         |
| Überparteiliche Liste (ÜLL)         | 4'555    | 506       | 5'061     | 3,16 %        | 0        | 0         | 0         |